# Хопп, Синкен
Синкен Хопп (норв. Zinken Hopp, настоящее имя Сигне Мари Брокманн, норв. Signe Marie Brochmann, Синкен — детское прозвище; 9 января 1905, Улленсванг — 3 сентября 1987, Берген) — норвежская писательница, поэтесса, драматург и переводчик. Наиболее известна своими книгами для детей.
Синкен Хопп родилась в 1905 году. Дочь журналиста. Дебютировала в 1930 году со сборниками стихотворений «Гувернанткины стихи» и «Вид на горную равнину», выпущенными под её настоящим именем. Следующие её книги — «Кухонные стихи» (1933), «...как ни странно!» (1935), «В четырех стенах» (1938) издаются под псевдонимом Синкен Хопп. В 1948 Синкен выпускает сатирический роман «Награда за добродетель», доброжелательно встреченный критикой. Однако наибольший успех приносят писательнице книги для детей. Сказочная повесть «Волшебный мелок» и её продолжение, «Юн и Софус», снискали значительную популярность и были переведены на несколько языков.
Преподавала историю искусства в Школе искусств и ремесел ( Statens høgskole for kunsthåndverk og design) в Бергене.
Кроме того, Синкен Хопп написала несколько биографических книг об известных деятелях норвежской культуры, перевела на норвежский язык «Алису в стране чудес», «Ветер в ивах», «Питера Пэна» и «Доктора Дулитла». В 2005 году в честь столетия со дня её рождения в Норвегии был издан сборник изданных текстов «Синкен» (Zinken).
Была замужем за Эйнаром Мейделлом Хоппом (1899–1956).
Синкен Хопп умерла в 1987 году в Бергене.